# کروشنگتسا (استان اوپوله)
کروشنگتسا (به لهستانی:  Krośnica) یک روستا در لهستان است که در گمینا ایزبیتسکو واقع شده‌است.
 کروشنگتسا  ۹۲۰ نفر جمعیت دارد.